# Leopold Schefer

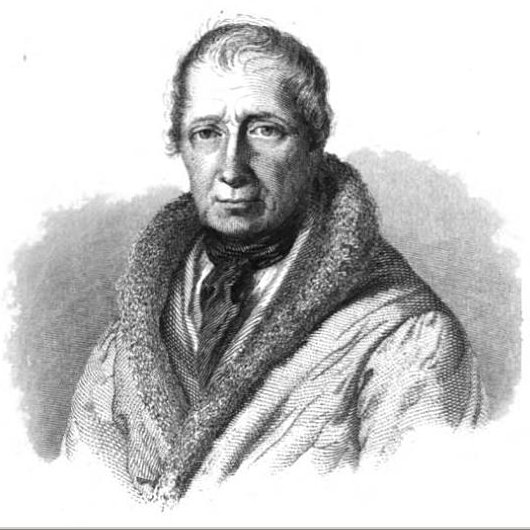
Leopold Schefer

Gottlob Leopold Immanuel Schefer, Pseudonym Pandira (* 30. Juli 1784 in Muskau; † 13. Februar 1862 ebenda), war ein deutscher Dichter und Komponist.

## Leben
Leopold Schefer wurde als Sohn des Muskauer Land- und Armenarztes Christian Gottlob Schefer (1728–1805) und seiner Ehefrau Hanna Sophia (geborene Schumann, 1752–1808), Pfarrerstochter aus dem nahen Klitten, geboren.
Nach Privatunterricht durch den Vater, dann durch den Rektor der Muskauer Stadtschule Andreas Tamm und den Hofrat Johann Justus Röhde (auch: Rhöde) besuchte er von 1799 bis 1804 das Gymnasium in Bautzen. In dieser Zeit begann er zu schreiben und zu komponieren; sein Musiklehrer war der Kantor Johann Samuel Petri. Er lebte danach bis 1816 wieder in Muskau, Von 1812 bis 1816 vertrat er erfolgreich den abwesenden Standesherrn Hermann von Pückler-Muskau als dessen „General-Inspector“. In diese Zeit fällt auch seine Englandfahrt, die er 1814 gemeinsam mit Pückler unternahm, zahlreiche Parks mit ihm besuchte und auf der Bühne von Eliza O’Neill so beeindruckt wurde, dass sie in seinem Werk wiederholt erscheint.
Anschließend ging er nach Wien, wo er Medizin, weitere Fremdsprachen – er brachte es schließlich auf insgesamt elf – und vor allem Musik bei Antonio Salieri studierte. Von da aus trat er eine ausgedehnte Reise, meist zu Fuß, durch den östlichen Mittelmeerraum an, die er seine „Lebensuniversität“ nannte. Er besuchte Italien, Malta, Attika und die Peloponnes, Chios, Ägypten, Palästina, Syrien, Kleinasien und Konstantinopel; einige seiner Gedichte, die er in späteren Jahrzehnten veröffentlichte, sind auf das Jahr 1819 datiert und mit Ortsangaben zu Orten, die er besucht hatte, versehen.
Schefer kehrte im Dezember 1819 nach Muskau zurück, heiratete 1821, baute sich ein Haus nach eigenen Entwürfen und wurde Vater eines Sohnes und vierer Töchter. Danach reiste er – trotz vieler Pläne – nur noch sehr wenig (Dresden, Stuttgart, Berlin, Branitz, Döbschütz) und lebte zunächst sehr erfolgreich von seiner Feder. Als Komponist war er jedoch echolos. Seine pantheistische Weltsicht bewirkte, dass die geistliche Schulaufsicht trotz seiner Popularität seine Aufnahme in die Schullesebücher unterband – eine Erklärung dafür, dass er lange Zeit fast vergessen war. Nach der von ihm begrüßten Revolution im „Kraftjahr 1848“ verlor er nach deren Niederschlagung langsam sein Publikum und starb 1862 in Muskau.
Sein Grabstein aus Lausitzer Syenit steht auf dem Friedhof, in Sichtweite seines Hauses.

### Der Schriftsteller
Schefer war als Schriftsteller von den 1820er Jahren bis zur Jahrhundertmitte ein berühmter Autor. Im Zuge der Begeisterung, die der griechische Aufstand 1821–1829 gegen das Osmanische Reich in Mitteleuropa auslöste, wurde er 1823 durch seine Griechennovelle „Palmerio“ rasch bekannt. Seine durch Länder- und Menschenkenntnis und bildhafte Erinnerungen authentischen Novellen und Romane fanden sich in vielen Taschenbüchern und Almanachen. Als seine besondere Stärke galt die Schilderung von Naturkatastrophen.
Schefers Laienbrevier von 1834/35 (eine Sammlung von formal gewollt anspruchslosen Lehrgedichten in ungereimten Jamben für jeden Kalendertag) erlebte bis 1898 21 Auflagen (auch englisch und polnisch). Nach dem Scheitern der Revolution von 1848, deren literarische Vorkämpfer ihn als kundigen, spannenden, sozialkritischen und vorurteilslosen Autor geschätzt hatten, geriet er trotz der Wiederbelebungsversuche von Theodor Storm (Hausbuch aus deutschen Dichtern, 1870), Theodor Paur, Carl Werckshagen (Plan einer Werkausgabe 1897), Hans Benzmann (Die deutsche Ballade, 1913) u. a. ab 1900 allmählich in Vergessenheit. In neuerer Zeit hatte sein Werk noch Einfluss auf den Charonkreis (Karl Röttger) und vermutlich auf Jakob Wassermann und Franz Werfel. Erst ab 1961, als Arno Schmidt Schefer in seinem Belphegor. Nachrichten von Büchern und Menschen als „ein[en] gute[n] Meister zweiten Ranges“ rühmte, kam er wieder zu einem gewissen Ansehen.
Schefer hinterließ ein umfangreiches Werk, wobei die ungedruckten Werke (vor allem Tagebücher, Konzepte eines Romans über Friedrich Stapß, Gedichte, zahlreiche Kompositionen, darunter bedeutende Lieder und eine unvollendete Oper) sein gedrucktes Œuvre (Romane, Novellen, Lyrik – insgesamt zwölf Bände „Ausgewählte Werke“, 1845/46) noch an Umfang übertreffen.

### Der Redakteur und Herausgeber
Schefer wirkte zusammen mit Lucie von Pückler bei der Redaktion der morgenländischen Reisebücher Hermann von Pücklers mit und war vermutlich der anonyme Namens- und Herausgeber des in Bunzlau erscheinenden Almanachs Helena. Er gab ferner die postumen Schriften des Muskauer Predigers Johann Gottfried Petrick sowie einen Novellenband der Frau von W. heraus.

### Der Komponist
Als u. a. bei Antonio Salieri ausgebildeter Komponist – vor allem von Liedern und anderen Gesellschaftsmusiken – blieb Schefer erfolglos, obwohl er nach heutigem Urteil als originell und bedeutend eingeschätzt wird und der Komponist von Ernst-Jürgen Dreyer höher als der Schriftsteller gestellt wird. Einzelne Aufführungen fanden in den letzten Jahren statt; zum 222. Geburtstag Schefers am 30. Juli 2006 wurde im Rahmen des Lausitzer Musiksommers ein ganzer Tag mit mehreren Veranstaltungen in Bad Muskau vor allem seinem kompositorischen Schaffen gewidmet.

### Schefers Wirken in Muskau
Schefer war ein Jugendfreund des Gartenkünstlers und Schriftstellers Graf (später Fürst) Hermann von Pückler-Muskau, der seine ersten englischen Park-Studien mit ihm gemeinsam machte. Er verwaltete dessen Standesherrschaft Muskau während und in der Folgezeit des napoleonischen Russlandfeldzuges 1812, einer Schreckenszeit mit Truppendurchmärschen, Plünderungen und einer mörderischen Flecktyphusepidemie. Er kehrte nach seinem Weltgang, „am Abend meiner Jugend“, 1819 nach Muskau zurück und lebte von seinen Tantiemen und (nachweisbar bis 1845) einer Pücklerschen Pension. Er redigierte die ersten Veröffentlichungen des Fürsten Pückler, handelte für ihn Verträge aus und verfasste Rezensionen. 1848 betrieb er die Kandidatur Heinrich Laubes zum Parlamentsabgeordneten in der Frankfurter Paulskirche. Unverdrossen bis zu einer Erkrankung 1861 weiterschreibend starb er im Februar 1862.
Sein originell durchdachtes Haus, wohl das einzige erhaltene selbsterbaute eines deutschen Dichters des 19. Jahrhunderts, steht noch in Bad Muskau, in bedenklich „renoviertem“ Zustand, jedoch restaurierbar.
Sein Nachlass liegt zur Hauptsache in der Oberlausitzischen Bibliothek der Wissenschaften in Görlitz, die Musikalien befinden sich jedoch im Goethe- und Schiller-Archiv in Weimar.

## Werke

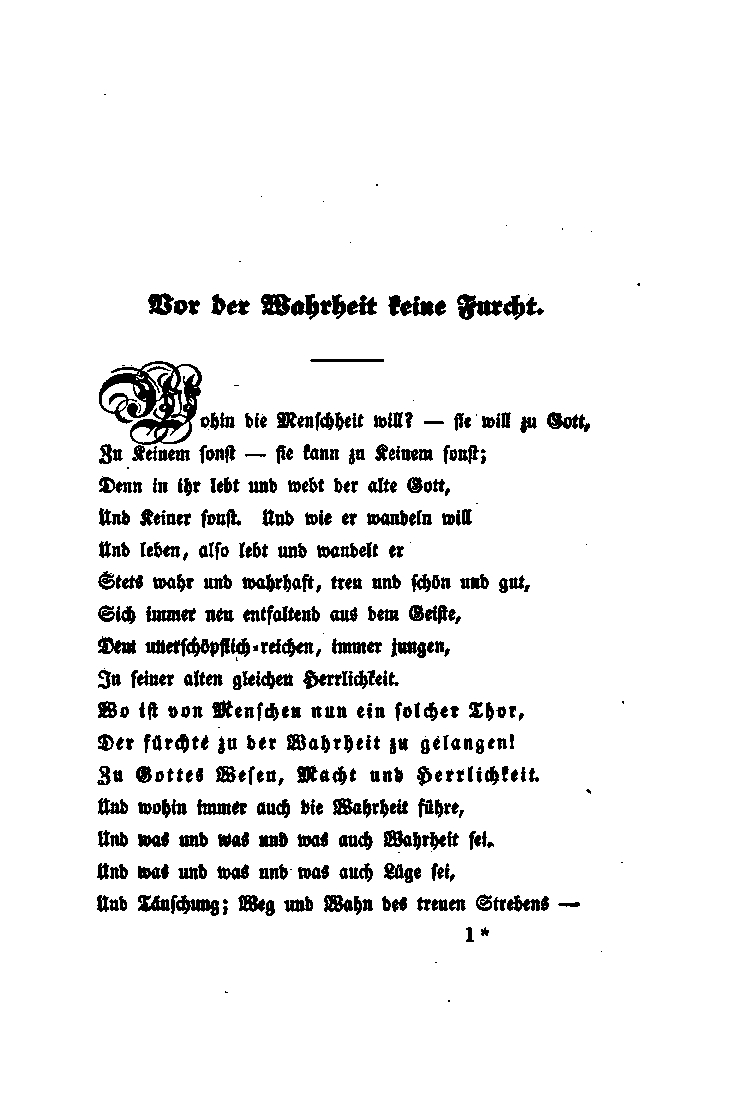
Aus Leopold Schefers
„Vigilien“ von 1843:
„Vor der Wahrheit keine Furcht“

### Zu Lebzeiten erschienen
- Gedichte. 1811 (hrsg. vom Grafen von Pückler-Muskau)
- Leopold Schefer's Gesänge zu dem Pianoforte. 1813 (hrsg. vom Grafen von Pückler-Muskau)
- Palmerio. 1823 (Novelle über eine Bigamie in Griechenland) (Digitalisat)
- Die Deportirten. 1824 (Novelle über eine australische Sträflingskolonie) (Digitalisat)
- Novellen. 5 Bände, 1825
- Die Osternacht. 1826 (Novelle über ein Hochwasser in Rheinland-Pfalz)
- Der Waldbrand 1827 (Novelle mit dem Schauplatz Kanada)
- Künstlerehe. 1828 (Novelle über die Ehe Albrecht Dürers)
- Kleine lyrische Werke. 1828
- Neue Novellen. 4 Bände, 1831. (Digitalisat Band 1), (Band 2), (Band 3), (Band 4)
- Lavabecher, Novellen. 2 Bände, 1833. (Digitalisat Band 1), (Band 2)
- Die Gräfin Ulfeld oder die vierundzwanzig Königskinder. 2 Bände, 1834 (Roman über die lebenslange Einkerkerung der Frau eines dänischen Rebellen) (Digitalisat Band 1), (Band 2)
- Laienbrevier. 1834 (1. Halbjahr)/1835. (Digitalisat 2. Aufl. 1837) (2. Halbjahr), (Digitalisat) Gedichtzyklus (pantheistisches Brevier zu jedem Tag im Jahr, insgesamt 21 Auflagen)
- Kleine Romane. 6 Bände, 1836. (Digitalisat Band 1), (Band 2), (Band 3), (Band 4), (Band 5), (Band 6)
- Das große deutsche Musikfest. 1837 (Novelle über ein vormärzliches Riesentreffen)
- Doppelsonate A-Dur zu 4 Händen; Doppelkanon zu 4 Chören; 1838
- Der Gekreuzigte oder Nichts Altes unter der Sonne. 1839 (Novelle über den Genozid an einer Sekte im Osmanischen Reich)
- Mahomet’s Türkische Himmelsbriefe. Gedichte, 1840. (Digitalisat)
- Viel Sinn, viel Köpfe. Novelle, 1840. (Digitalisat)
- Göttliche Komödie in Rom. 1841 (Novelle über den Prozess und die Hinrichtung Giordano Brunos) (Digitalisat 2. Aufl. 1842)
- Sechs Volkslieder zum Pianoforte. 1841
- Graf Promnitz. Der letzte des Hauses. Novelle, 1842. (Digitalisat)
- Vigilien. Gedichte, 1843. (Digitalisat)
- Ausgewählte Werke. 12 Bände, Verlag Veit & Comp, Berlin 1845/46
- Der Weltpriester. Gedichte, 1846. (Digitalisat)
- Génévion von Toulouse. Novelle, 1846. (Digitalisat)
- Gedichte. 2. Auflage, 1846
- Achtzehn Töchter. Eine Frauen-Novelle. 1847. (Digitalisat)
- Die Sibylle von Mantua. Erzählung, 1852. (Digitalisat)
- Hafis in Hellas. Gedichte (anonym: Von einem Hadschi), 1853. (Digitalisat)
- Koran der Liebe nebst kleiner Sunna. Gedichte, 1855. (Digitalisat)
- Hausreden. Gedichte, 1855. (Digitalisat)
- Der Hirtenknabe Nikolas, oder der Kinderkreuzzug im Jahre 1212. 1857. (Digitalisat)
- Homer’s Apotheose. hrsg. von Theodor Paur, 1858 (hexametrisches Epos über Homer, das seine Autopsie der Troas verarbeitete) (Digitalisat)
- Die Düvecke, oder die Leiden einer Königin. In: Deutscher Novellenschatz. Hrsg. von Paul Heyse und Hermann Kurz. Bd. 19. 2. Aufl. Berlin, [1910], S. 1–119. In: Weitin, Thomas (Hrsg.): Volldigitalisiertes Korpus. Der Deutsche Novellenschatz. Darmstadt/Konstanz, 2016. (Digitalisat und Volltext im Deutschen Textarchiv)

### Postum
- Für Haus und Herz. Letzte Klänge. Gedichte, 1867 (hrsg. von Rudolf Gottschall)
- Buch des Lebens und der Liebe. Gedichte, 1877 (hrsg. von Alfred Moschkau)
- Dreizehn Gedichte und Lieder. Zum 200. Geburtstag des Muskauer Dichters am 30. Juli 1984. mit einem Vorwort hrsg. von Bettina Clausen, Bangert & Metzler, Frankfurt am Main 1984
- Der Waldbrand. Gesammelte Erzählungen. mit einem Nachwort hrsg. von Klaus Völker, Reihe Haidnische Alterthümer bei Zweitausendeins, 1985
- Ausgewählte Lieder und Gesänge zum Pianoforte. mit einem Vorwort hrsg. von Ernst-Jürgen Dreyer, G. Henle, München 2004
- Tagebuch einer großen Liebe. 22 Lieder von Leopold Schefer. CD, hrsg. vom Freundeskreis Lausitzer Musiksommer e. V. KONSONANZ Musikagentur, Bautzen 2006. Labelcode LC 01135
- Später Abend mit goldenem Rand. Die besten Seiten von Leopold Schefer. Ausgewählt und mit Anmerkungen versehen von Bernd-Ingo Friedrich. Hrsg. Freundeskreis „Historica“ Bad Muskau e. V. Verlag Quint.Media. Bad Muskau 2006, ISBN 3-9809079-3-7
- Die Osternacht. Novelle von Leopold Schefer. Mit Illustrationen von Gerd Hallaschk. Hrsg. Bernd-Ingo Friedrich. Regia Verlag. Cottbus 2007, ISBN 978-3-939656-24-1